# Choate Rosemary Hall

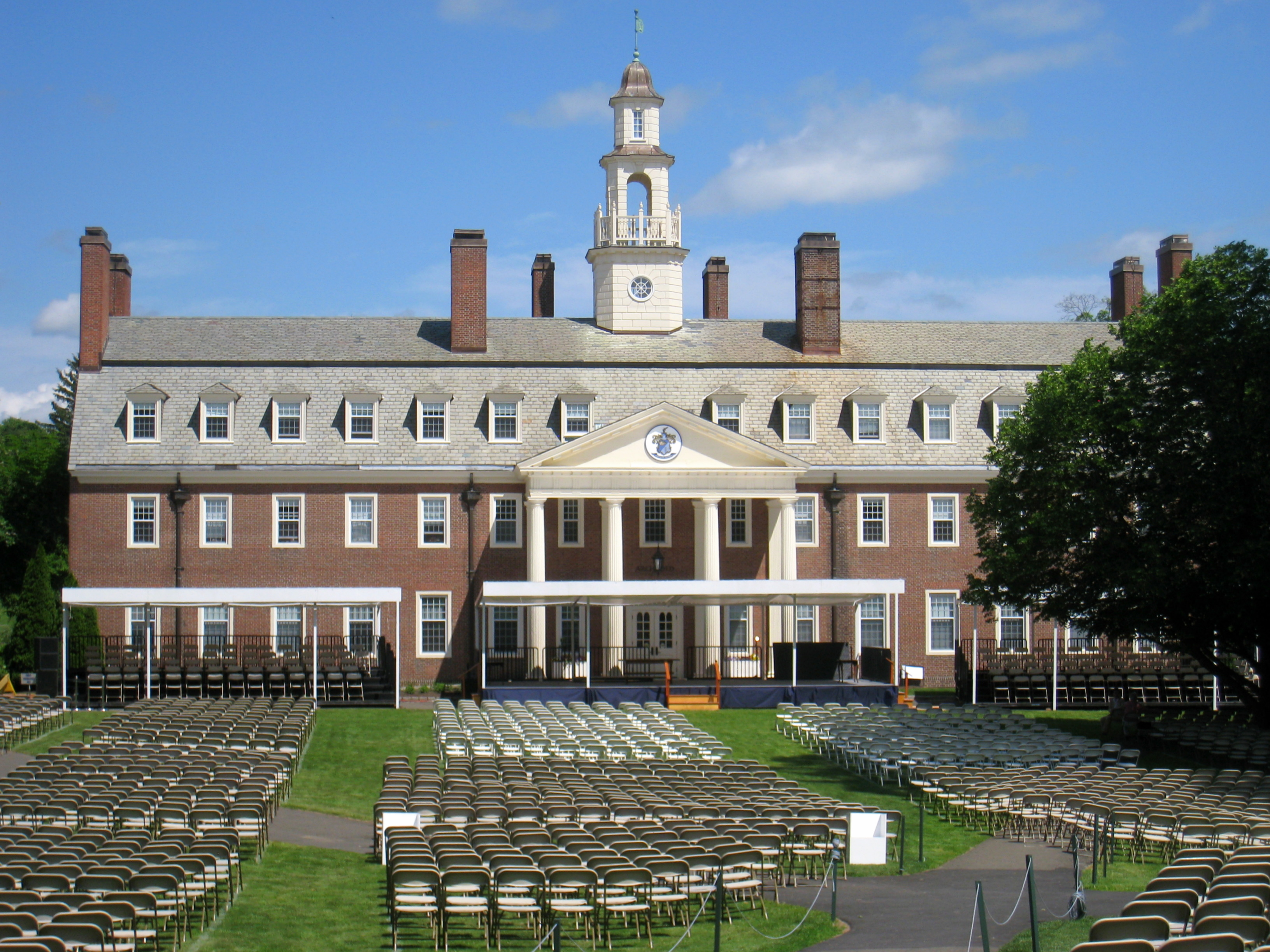
Choate Rosemary Hall

Choate Rosemary Hall, auch einfach Choate, ist eine private US-amerikanische koedukative High School in Internats- und Tagesform, die auf den Besuch des College vorbereitet. Sie liegt in Wallingford im Staat Connecticut und weist etwa 850 Schüler in den Klassen 9–12 auf. Viele Schüler gehen danach auf die Yale, Columbia University oder Brown University.
Die Schulgebühren lagen im Schuljahr 2024/25 bei $ 69.370 für einen Internatsplatz, bei $ 53.410 für einen Tagesplatz. Choate ist Mitglied der elitären Privatinternatevereinigung Eight Schools Association.
In einem Schulranking von 2025 (Niche) erreichte Choate USA-weit den 4. Rang unter den Privatschulen.

## Geschichte

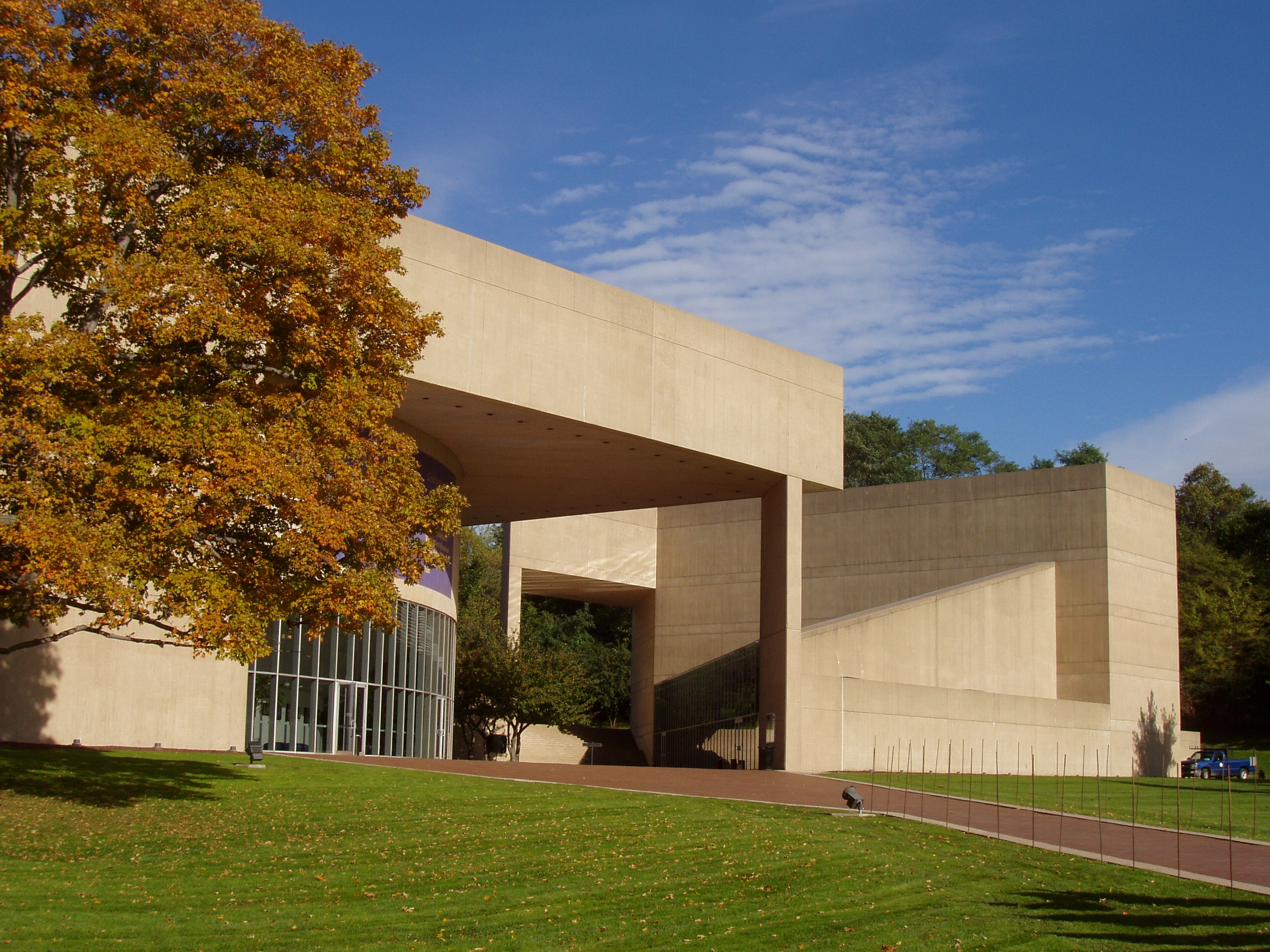
Paul Mellon Arts Center in der Choate

Die Schule entstand 1978 durch die Fusion der Jungenschule Choate School (gegründet 1896) und der Mädchenschule Rosemary Hall (gegründet 1890). Die ursprünglichen Gründer waren die Eheleute William und Mary Choate. Die Mädchenschule zog 1900 nach Greenwich um. 1908 übernahm die Priesterfamilie St. John die Jungenschule und formte sie zu einem der größten Internate in Neuengland um. Der Campus wurde stark ausgebaut. Die Unterstützung der Kennedys aus Boston machte die Schule bekannt.
Im Jahr 1959 wurde der erste Farbige aufgenommen. Der Architekt I. M. Pei errichtete 1972 ein Kunstzentrum auf dem Campus, das von Paul Mellon gefördert wurde. Nach finanziellen Schwierigkeiten sollte die Fusion die Kosten entlasten. Nach 1990 wurde die Aufnahmerate von 60 % auf 23 % im Jahr 2016 gesenkt. Mehrere Kampagnen sorgten für ein höheres Stiftungsvermögen, $ 100 Millionen 1995–2000; $ 220 Millionen 2006–2011; $ 334 Millionen 2023–2024.

## Namhafte Schüler
- John Fitzgerald Kennedy (1917–1963), US-Präsident (Abschluss 1935 nach vielen Krankheitszeiten)[5]
- Adlai Stevenson (1900–1965), US-Außenminister (Abschluss 1918)
- Paul Mellon (1907–1999), Unternehmer und Kunstmäzen
- John Dos Passos (1896–1970), Schriftsteller
- Edward Albee (1928–2016), Schriftsteller
- Michael Douglas (* 1944), Schauspieler
- Glenn Close (* 1947), Schauspielerin (Rosemary Hall)
- Jamie Lee Curtis (* 1958), Schauspielerin (Rosemary Hall)
- Paul Giamatti (* 1967), Schauspieler
- Ivanka Trump (* 1981), Geschäftsfrau und Model

## Einzelbelege
1. ↑  Home EIGHT SCHOOLS ASSOCIATION. Abgerufen am 2. Juni 2025 (englisch).
2. ↑  2025 Best Private High Schools in America. In: Niche. (niche.com [abgerufen am 3. Juni 2025]).
3. ↑  Choate Rosemary Hall in CT. Archiviert vom Original (nicht mehr online verfügbar) am 23. April 2024; abgerufen am 3. Juni 2025 (amerikanisches Englisch).
4. ↑  Inspire the Next: The Campaign for Choate Rosemary Hall. Abgerufen am 3. Juni 2025 (amerikanisches Englisch).
5. ↑  Ausführliche Beschreibung der Internatszeit in Nigel Hamilton: J.F. Kennedy. Wilde Jugend, 1993, S. 113–170.

Koordinaten: 41° 27′ 27,6″ N, 72° 48′ 35″ W